# Gaetano Aloisi Masella

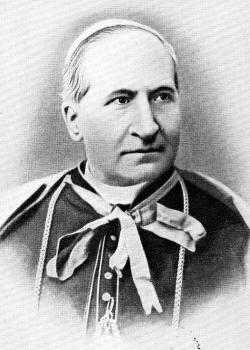
Gaetano Kardinal Aloisi Masella (Foto 1890)

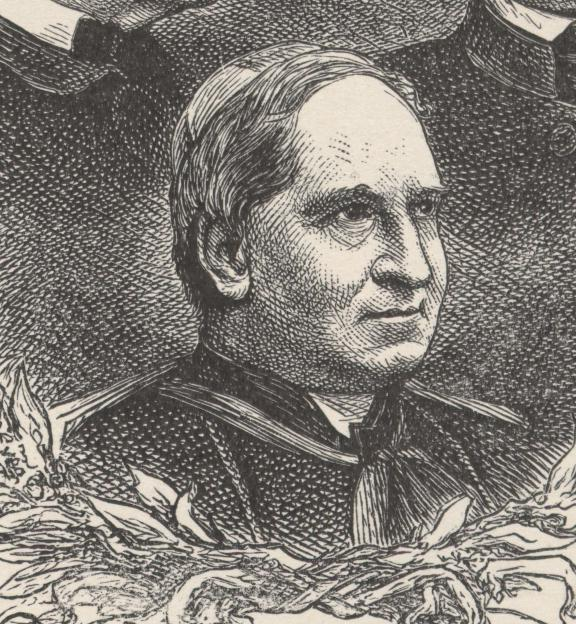
Gaetano Kardinal Aloisi Masella (Stich 1895)

Gaetano Kardinal Aloisi Masella (* 30. September 1826 in Pontecorvo, Provinz Frosinone, Italien; † 22. November 1902 in Rom) war ein Kurienkardinal der römisch-katholischen Kirche.

## Leben
Am 3. Juni 1849 empfing er die Priesterweihe. Papst Pius IX. ernannte ihn am 22. Mai 1877 zum Titularerzbischof von Neocaesarea in Ponto. Die Bischofsweihe spendete ihm Alessandro Kardinal Franchi; Mitkonsekratoren waren die Kurienerzbischöfe Filippo Manetti und Felix-Marie De Neckere. Im selben Monat wurde Gaetano Aloisi Masella zum Apostolischen Nuntius der Apostolische Nuntiatur in München ernannt. Als solcher konferierte er im Jahr 1878 mit Otto von Bismarck während dessen Kuraufenthalt in Bad Kissingen.
Im September 1879 wechselte er als Nuntius nach Portugal. Im November 1883 wurde er an die Kurie nach Rom berufen und wurde am 14. März 1887 durch Papst Leo XIII. als Kardinalpriester mit der Titelkirche San Tommaso in Parione in das Kardinalskollegium aufgenommen. Von 1887 bis 1888 war er Präfekt der Ablass- und Reliquienkongregation. 1893 wechselte er zur Titelkirche Santa Prassede. Von 1899 bis 1902 war er Präfekt der Ritenkongregation.
Er war der Onkel des späteren Kardinals Benedetto Aloisi Masella, den er selbst am 1. Juni 1902 zum Priester weihte.
Gaetano Aloisi Masella starb unerwartet am 22. November 1902 in Rom, man fand ihn tot an seinem Schreibtisch sitzend, den Federhalter in der Hand, nachdem er am frühen Morgen noch die Heilige Messe gefeiert hatte. Er wurde im Grab seiner Familie in der Kathedrale von Pontecorvo beigesetzt.